# Percy Jackson y el mar de los monstruos
Percy Jackson y el mar de los monstruos (título original en inglés: Percy Jackson & the Olympians 2: The Sea of Monsters) es una película estrenada el 7 de agosto de 2013. La dirección es de Thor Freudenthal, y está basada en el libro de Rick Riordan, El mar de los monstruos, de la serie de novelas Percy Jackson y los dioses del Olimpo. La película es la continuación de Percy Jackson y el ladrón del rayo.

## Antecedentes
La película fue dirigida por Thor Freudenthal, mientras que la primera de la saga la dirigió Chris Columbus.
Al respecto Freudenthal relató:

“Vi la película de Chris Columbus, lo que me motivó a leer los libros, porque me encanta la fantasía y la acción-aventura, y encontré mucho en los libros que me gustó. Era muy importante para mí traer algunos de esos elementos que, por alguna razón u otra, quedaron fuera de la primera película.”

## Sinopsis
Percy Jackson no se está sintiendo muy heroico últimamente. El hijo semidiós de Poseidón -Dios
griego del mar- una vez salvó al mundo, pero ahora comienza a pensar que quizás eso fue un golpe de pura suerte. ¿Acaso es flor de un día... o vencedor de una sola misión? 
Cuando Percy se entera de que tiene un hermanastro que es un cíclope se pregunta si ser hijo de Poseidón es más una maldición que una fortuna. Sin embargo, no tiene mucho tiempo para lamentarse: las fronteras mágicas del Campamento Mestizo comienzan a desmoronarse y una horda de monstruos míticos amenaza con destruir el campamento de los hijos de los dioses. Estos son desafiados por un toro mecánico gigante que respira fuego enviado por Luke (también conocido como "el ladrón del rayo"), aterradoras criaturas marinas, un cíclope gigante y otros semidioses en conflicto con los dioses.
Para poder salvar el refugio de los semidioses, Percy y sus amigos deberán encontrar el legendario y mágico Vellocino Dorado. Su viaje los lleva a Washington D. C. y a la costa de Florida, donde se embarcan en una peligrosa odisea hacia las inexploradas y peligrosas aguas del Mar de los Monstruos, conocido entre los mortales como el Triángulo de las Bermudas, el cual escapa a los dominios de Poseidón. Los riesgos nunca  habían sido mayores y si Percy no lo logra, el Campamento Mestizo dejará de existir y todo el Olimpo se vendrá abajo. Además, durante su aventura, Percy deberá enfrentarse a su mayor enemigo: su malvado abuelo paterno, Cronos, el rey de los Titanes.

## Reparto
- Logan Lerman como Percy Jackson, semidiós hijo de Poseidón y un humano.
- Alexandra Daddario Como Annabeth Chase, semidiosa hija de Atenea.
- Brandon T. Jackson como Grover Underwood, sátiro quién es el mejor amigo de Percy.
- Leven Rambin como Clarisse La Rue, semidiosa hija de Ares a la que se dio la misión de recuperar el Vellocino de Oro.
- Douglas Smith, como el cíclope Tyson, hijo de Poseidón y hermano de Percy.
- Paloma Kwiatkowski, como Thalia Grace, semidiosa hija de Zeus.
- Jake Abel, como Luke Castellan, semidiós hijo de Hermes.
- Zoe Aggeliki, como Silena Beauregard, semidiosa hija de Afrodita.
- Grey Damon, como Chris Rodríguez, semidiós hijo de Hermes.
- Stanley Tucci, como Dioniso, dios del vino y director del Campamento Mestizo.
- Nathan Fillion como Hermes, padre de Luke y de Chris dios de los ladrones, los viajeros, y los mensajeros.
- Missi Pyle, Yvette Nicole Brown y Téa Leoni como las Grayas.
- Anthony Head, como Quirón, el director de actividades en el Campamento Mestizo.
- Robert Maillet como el cíclope Polifemo.
- Harrie Anderson como otro cíclope extra.
- Bjorn Yearwood como joven Grover.
- Alisha Newton como joven Annabeth.
- Samuel Braun como joven Luke.
- Katelyn Mager como joven Thalia.
- Robert Knepper como Cronos, señor de los Titanes.
- Sean Bean como Zeus.
- Danny Le Boyer como Ethan Nakamura, semidiós hijo de Némesis.
- Shohreh Aghdashloo como el Oráculo de Delfos.
- Octavia Spencer como Martha, una de las serpientes del báculo de Hermes.
- Craig Robinson como George, una de las serpientes del báculo de Hermes.

## Fecha de estreno
La fecha de estreno original era en noviembre de 2013 pero Logan Lerman tenía más películas que grabar, así que la fecha fue movida al 16 de agosto. Pero debido a que otra película se estrenaría por esas fechas, fue movida por tercera vez al 7 de agosto, pues de estrenarse el 16 harían competencia ambas películas quitándose a la audiencia.

## Recepción

### Taquilla
En su semana de estreno la película se situó en el 1.er lugar de las películas más taquilleras en México al registrar ingresos por 33 millones 319 mil 115 pesos superando así a películas como Now You See Me, con 32 millones tres mil pesos y "Los Pitufos 2" con 23 millones 900 mil pesos y 528 mil 570 pesos.
Según el sitio oficial de Percy Jackson: Sea of Monsters, hasta la fecha la película lleva una recaudación total de $199,850,315 millones de dólares frente a sus 90 de presupuesto, distribuyéndose $68,419,950 millones de dólares solo en Estados Unidos y el resto, equivalente a $131,290,761, correspondiente al resto del mundo. Su predecesora, Percy Jackson & the Olympians: The Lighting Thief, recaudó un total de 226,497,209 frente a 95 de presupuesto.

### Crítica
Al igual que su antecesora, la película recibió reseñas mixtas de parte de la crítica y la audiencia. En el sitio web Rotten Tomatoes posee una aprobación de 42% basada en 113 reseñas, con un consenso que dice: "Es bonita y llena de acción, pero Percy Jackson: Sea of Monsters está también sobrecargada con personajes y tramas que no ayudan y la hacen sentirse derivativa". De parte de la audiencia tiene una aprobación de 55%.
En la página Metacritic tiene una puntuación de 39 basada en 33 reseñas, indicando "reseñas generalmente desfavorables". Las audiencias de CinemaScore le han dado una calificación de "B+" en una escala de A+ a F, mientras que en IMDb, los usuarios le han dado una calificación de 5.9, basada en más de 87 000 votos.[cita requerida]